# Davidius moiwanus
Davidius moiwanus là loài chuồn chuồn trong họ Gomphidae. Loài này được Matsumura & Okumura in Okumura mô tả khoa học đầu tiên năm 1935.